# Herguijuela del Campo
Herguijuela del Campo ist ein Ort und eine westspanische Gemeinde (municipio) mit 62 Einwohnern (Stand: 2024) in der Provinz Salamanca in der Autonomen Region Kastilien-León. Neben dem Hauptort Herguijuela del Campo gehören die Ortschaften Alberguería und Santo Domingo zur Gemeinde.

## Lage
Herguijuela del Campo liegt in einer Höhe von ca. 925 m etwa 50 Kilometer südsüdwestlich von der Provinzhauptstadt Salamanca. 

## Bevölkerungsentwicklung
| Jahr      | 1970 | 1981 | 1991 | 2001 | 2011 | 2021 |
| Einwohner | 311  | 180  | 165  | 126  | 109  | 69   |

## Sehenswürdigkeiten
- Kirche Mariä Lichtmess (Iglesia de la Purificación de Nuestra Señora)
- Kirche von Santo Domingo

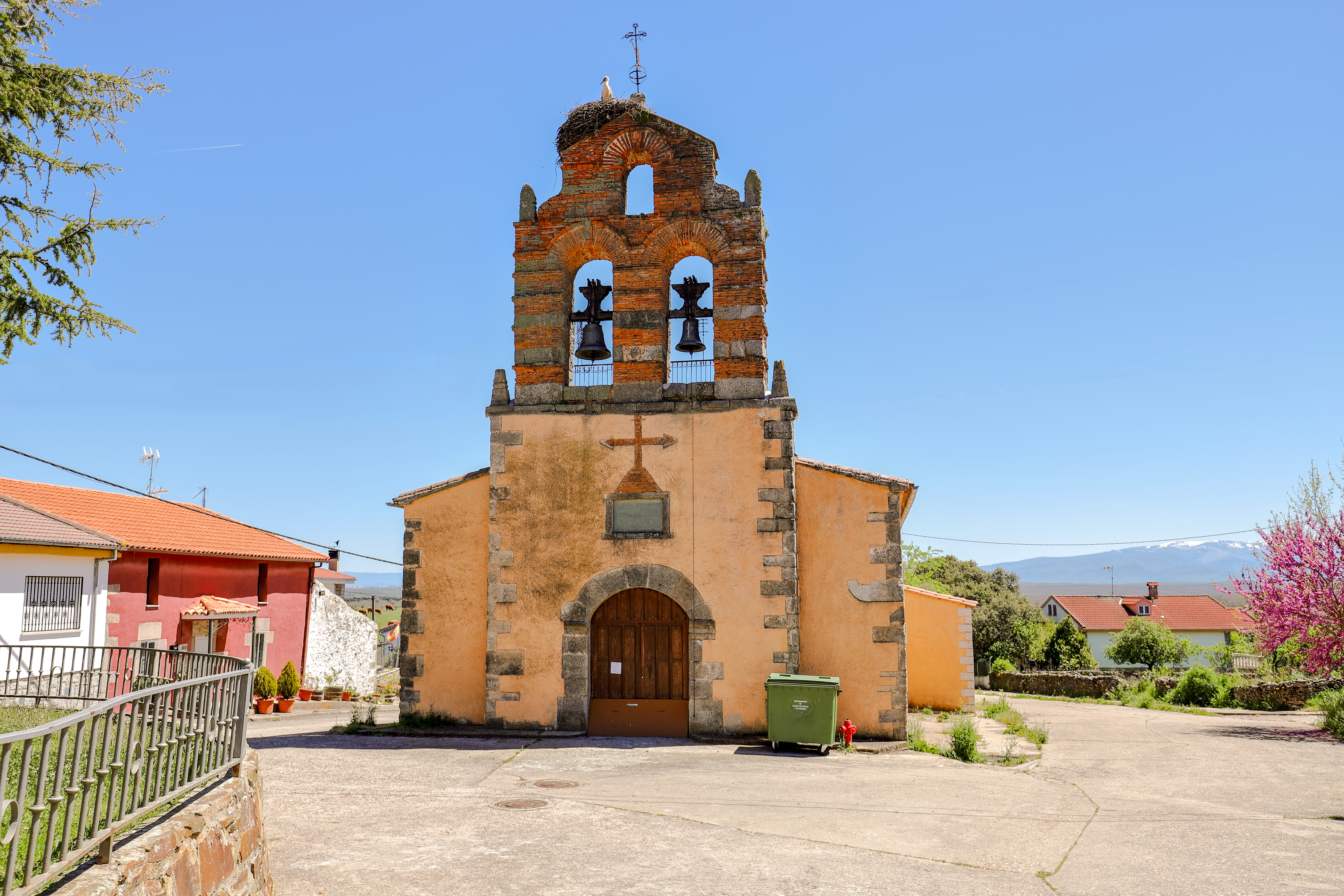
Kirche Mariä Lichtmess
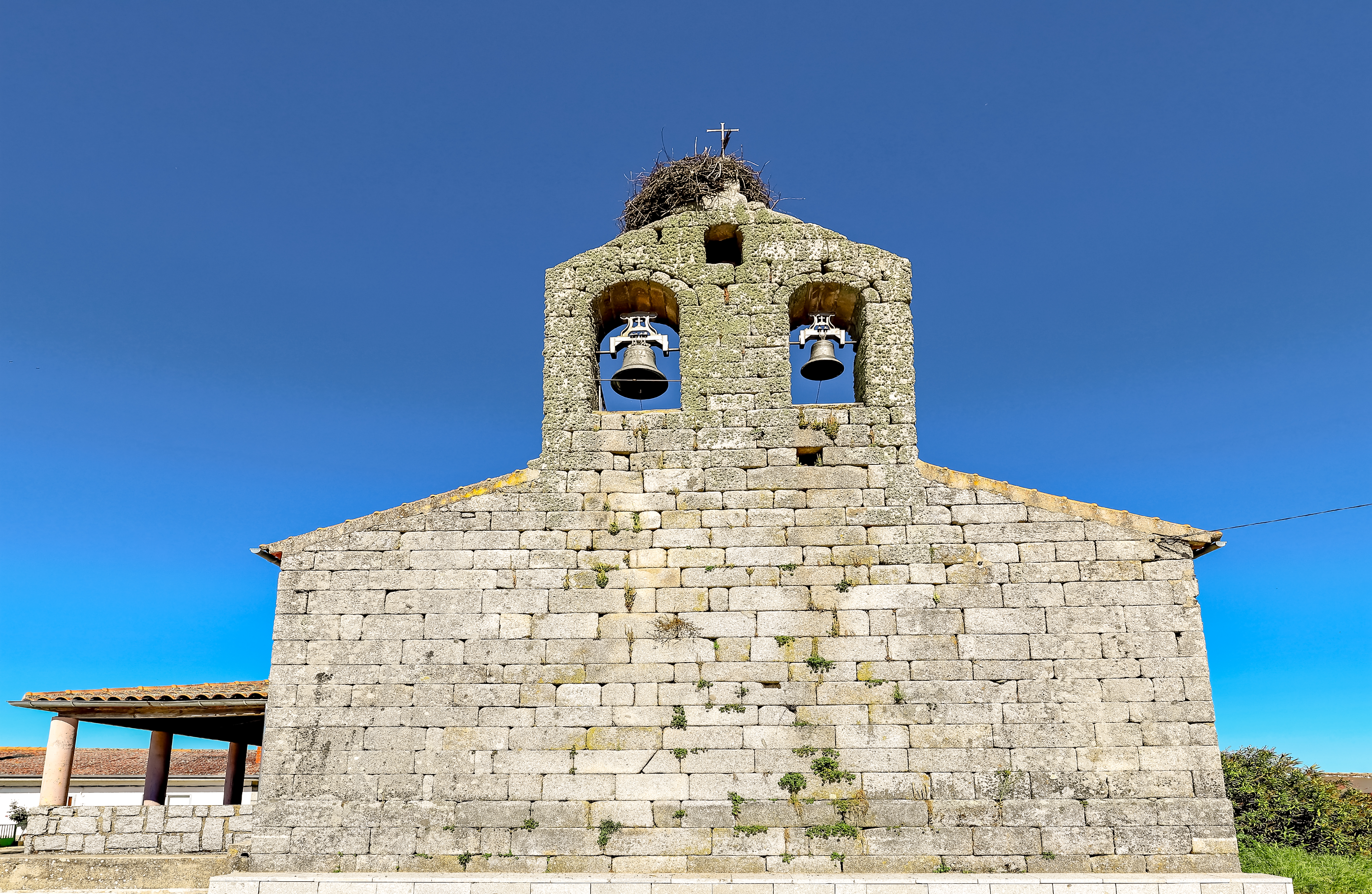
Kirche von Santo Domingo
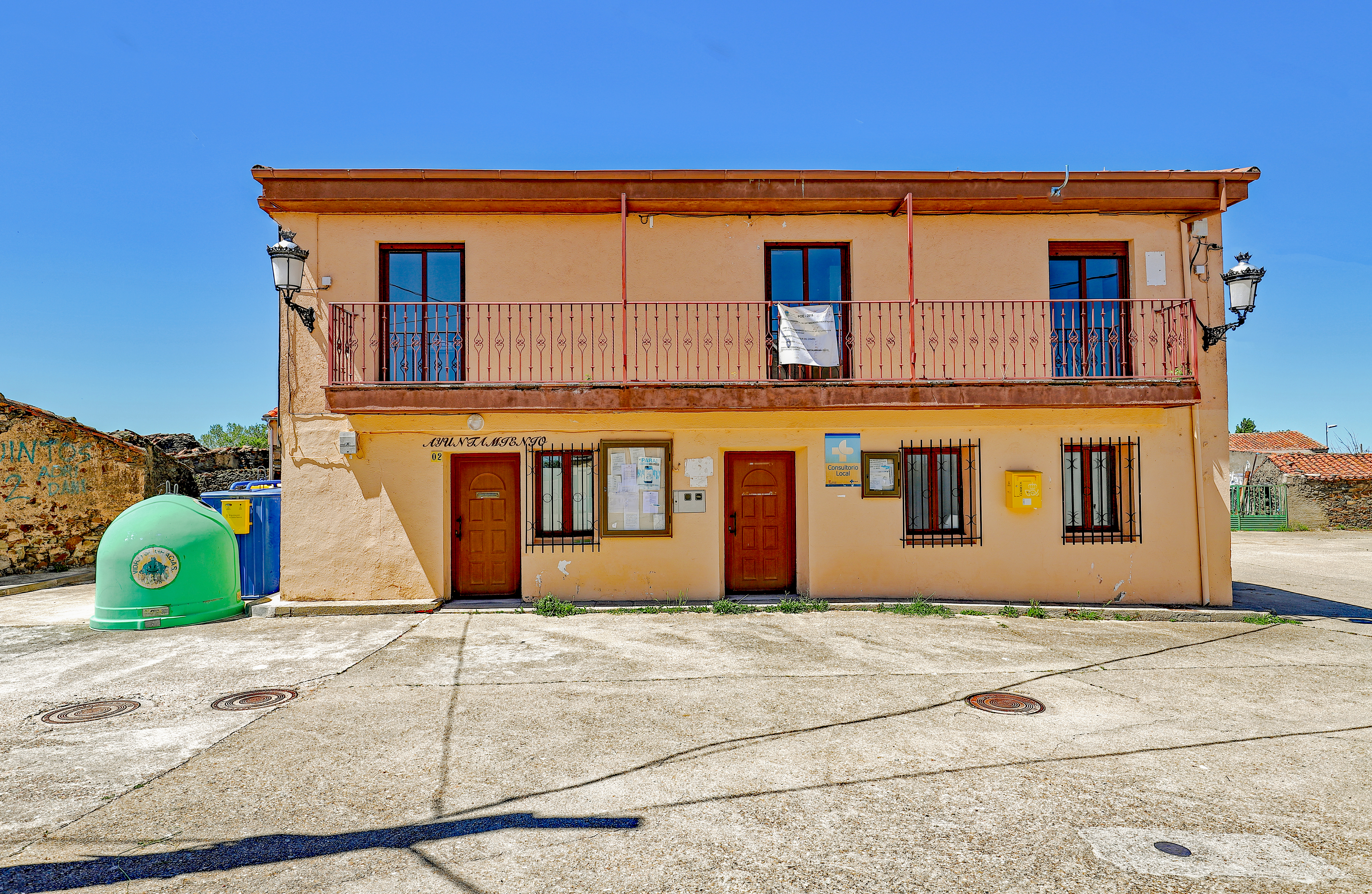
Rathaus